# Sésamo (La Coruña)
Sésamo(llamada oficialmente San Martiño de Sésamo) es una parroquia española del municipio de Culleredo, en la provincia de La Coruña, Galicia.

## Geografía
La parroquia de Sésamo, situada en el centro del municipio de Culleredo ocupa una estrecha franja de territorio a orillas del río Valiñas, en una llana y fértil vega sobre la que se yergue el monte de San Cosme (137 metros de altitud), en cuya cima se sitúa el castro de Sésamo y la vieja ermita de San Cosme (siglo X).

## Entidades de población
Entidades de población que forman parte de la parroquia:
- Cillobre
- Cornedo
- Naveiras (Nabeiras)
- Casal (O Casal)
- Outeiro de Abaixo
- Outeiro de Arriba
- Silvar

## Demografía
| Gráfica de evolución demográfica de Sésamo entre 2000 y 2019 |
|                                                              |
| Datos según el nomenclátor publicado por el INE.             |

## Patrimonio
- Capilla de San Cosme de Sésamo (siglo X)
- Castro de Sésamo
- Iglesia parroquial de San Martín de Sésamo
- Puente de O Porco
- Puente de O Carollo